# Пятница, 13-е — Часть 5: Новое начало
«Пятница, 13-е — Часть 5: Новое начало» (англ. Friday, the 13th: A New Beginning) — американский слэшер 1985 года, пятый из серии фильмов сериала о Джейсоне Вурхизе. Хотя фильм имел кассовый успех, он был в то же время так разгромлен критикой, что для последующих частей Джейсона пришлось снова сделать живым героем.
Это второй фильм в серии, где убийцей является не Джейсон, и единственный, в котором убийца одет в рабочий комбинезон — хотя данный Джейсон не является, своего рода, каноничным, очень многие пародийные образы Джейсона использовали именно такой облик.

## Сюжет
Прошло 5 лет после событий фильма «Пятница, 13-е — Часть 4: Последняя глава». 17-летний Томми Джарвис находится на лечении у доктора Леттера. Томми мучают кошмары о Джейсоне, и даже лекарства не помогают ему забыть кровавого убийцу. Однажды Вик, один из пациентов клиники, убивает другого постояльца, Джоуи. Этой ночью подростки Пит и Винни отправляются на встречу с девушками. Винни получает фальшфейер в рот, а Питу перерезают горло. Один из работников больницы, Билли, ждёт свою девушку Лану и погибает от удара топором по голове. Лану убивают тем же топором.
На следующий день Эдди и Тина убегают в лес с целью заняться там сексом. Пока Эдди моется, Тина погибает от садовых ножниц, которыми ей перерезают переносицу. Эдди, обнаружив её тело, собирается бежать, но его также убивают. Мэтт переживает из-за того, что Эдди и Тина не возвращаются, но Пэм успокаивает его и забирает Рэджи и Томми в парк, чтобы встретиться с братом Рэджи – Дэмоном. Дэмон уходит в туалет, его девушка Анита идёт за ним и шалит, их обоих убивают. Пэм возвращается домой и обнаруживает, что Мэтт и Джордж исчезли. Пэм покидает Рэджи и отправляется на поиски. В это время в дом прибывает убийца и убивает Джейка, Робин и Вайлет. Затем убийца убивает Джуниора, когда тот на мотоцикле нарезает круги по двору и его мать Этель, готовящую ужин в доме.
Рэджи просыпается и находит тела подростков, в это время возвращается Пэм. Появляется убийца в маске, Пэм и Рэджи убегают, видят санитарную машину, но там только труп санитара. Они добираются до дома и прячутся в сарае, убийца идёт за ними. В это время появляется Томми, всем вместе им удаётся сбросить убийцу на острые шипы. Подростки узнают, что убийца – медик Рой.
Томми оказывается в больнице. Там шериф рассказывает Пэм, что Рой стал одержим Джейсоном, когда увидел тело Джоуи, оказавшегося его брошеным сыном. Затем Пэм приходит в палату Томми, и тот, улыбнувшись, вонзает мачете ей в живот. Томми просыпается от кошмара, осознавая, что всё это — лишь сон, но тут он замечает Джейсона, стоящего перед ним. Видение рассеивается. Пэм, приближаясь к палате Томми, слышит громкий звук. Забежав в палату она видит пустую койку и разбитое окно. Томми в больничной одежде и маске Джейсона заходит ей за спину, занося нож. Идут титры.

## Актеры и роли
- Джон Шеферд — Томми Джарвис (Tommy Jarvis)
- Мелани Киннамэн — Пэм (Pam Roberts)
- Ричард Янг — Мэтт (Matt Letter)
- Шавар Росс — Реджи (Reggie Winter)
- Вернон Уошингтон — Джордж (George Winter)
- Джулиетт Камминс — Робин (Robin Brown)
- Джерри Павлон — Джейк (Jake Patterson)
- Тиффани Хэлм — Вайлет (Violet Morainie)
- Доминик Браскиа — Джоуи (Joey Brascia)
- Дэбби Сью Вурхис — Тина (Tina McCarthy)
- Джон Роберт Диксон — Эдди (Eddie Kelso)
- Кэрол Локателл — Этель (Ethel Hubbard)
- Рон Слоан — Джуниор (Junior Hubbard)
- Боб ДэСимон — Билли (Billy Macauley)
- Ребекка Вуд — Лана (Lana Ardsley)
- Мигель Нунес-Младший — Дэймон (Demon Winter)
- Жири Филдс — Анита  (Anita Robb)
- Марко Сэнт Джон — Шериф Такер (Sheriff Cal Tucker)
- Ричард Лайнбэк — Офицер Додд (Officer Dodd)
- Кори Паркер — Пит (Pete Muldrow)
- Энтони Баррайли — Винни (Vinnie Manalo)
- Марк Вентурини — Вик (Vic Faden)
- Сони Шилдс — Рэймонд (Raymond Joffroy)
- Каски Свэйм — Дюк (Duke Johnson)
- Дик Уайанд — Рой Бёрнс (Roy Burns) и Джейсон Вурхиз (Jason Voorhees)
- Том Морган — Рой в маске и Джейсон Вурхиз в видении Томми Джарвиса

## Удалённые сцены/Смягчение рейтинга
Несколько сцен фильма было изменено, чтобы картина не получила рейтинг «Лицам до 17 лет просмотр запрещён» (рейтинг X):
- В сценарии была немного другая версия смерти Вайолет — более жестокая, когда её должно было разрубить пополам. Но режиссёр сразу отказался от этой сцены, посчитав её слишком жестокой.
- Кровь и внутренности Эдди обильно выползают наружу.
- Сцену с судорожно трясущимся телом официантки Ланы, убитой топором, также вырезали из финальной версии.
- Голова Джуниора подпрыгивает 6 раз после того, как её отрубили.

За месяц до выхода фильма в США, Американская ассоциация кино потребовала вырезать из фильма 16 сцен, содержащих секс и насилие. Создатели согласились вырезать 9 сцен, умудрившись получить желаемый рейтинг «Лицам до 17 лет просмотр запрещён».

## Производство

### Сценарий
Первоначально сценарий писался с расчётом на то, чтобы Кори Фельдман вновь вернулся к роли Томми Джарвиса — события картины начинались сразу же после четвёртой части. Однако Фельдман был уже занят на съёмках фильма «Балбесы», поэтому сценарий пришлось переписать, увеличив герою возраст. Самого Фельдмана пригласили лишь на небольшое камео в начале фильма.
В ранней версии сценария сон Томми в начале фильма был немного другим, что позволяло зрителям предположить, что в этой части именно Томми окажется убийцей: действие начинается сразу же после событий четвёртой части, двенадцатилетний Томми находится в той же больнице, что и тело Джейсона. В неожиданном приступе ярости Томми нападает на персонал больницы по пути к моргу. Добравшись до тела маньяка, Томми видит, как Джейсон поднимается со стола. Сразу же после этого повзрослевший Томми просыпается в полицейской машине, направляющейся в колонию для душевнобольных подростков «Сосновый холм».
Идею сделать основным местом действия колонию для душевнобольных Мартин Китроссэр, Дэвид Коэн и Денни Стайнманн придумали на основе забракованного сценария третьей части.

### Кастинг
Хотя актёр Дик Уайанд указан в титрах как исполнитель роли Роя и Джейсона Вурхиса, на самом деле каскадёр Том Морган сыграл Роя в маске и Джейсона в видениях Томми Джарвиса.

### Съёмки
Официально фильм был запущен в производство под рабочим названием «Repetition» (в зависимости от контекста имеет множество вариантов перевода в значение «повторение»), чтобы держать сюжет в тайне, из-за чего даже актёры не знали, что они снимаются в фильме из франшизы «Пятница, 13-е». Они узнали правду только в середине съёмочного процесса, когда каскадёр Том Морган появился на площадке в костюме Джейсона. Многие, в том числе и Джон Шеферд с Диком Уайандом, были разочарованы, узнав в каком именно фильме они снимаются.
На съёмках фильма, а также в его рекламе было использовано 3 разные хоккейные маски: та, что носил Рой (с двумя синими треугольниками под прорезями для глаз); та, что на Джейсоне в сцене в госпитале (с красным треугольником); маска с постера — на ней гораздо больше отверстий для дыхания, и она никогда не использовалась при съёмках картины.
Сцена, в которой Пэм нападает на Джейсона с бензопилой, была снята в ночь на Хэллоуин 1984 года.
Из всего актёрского состава истинную личность «Джейсона» знали только актёры Мелани Киннамэн (Пэм), Джон Шеферд (Томми) и, разумеется, Дик Уайанд (Рой) и Том Морган (сам «Джейсон»). Когда пришло время снимать сцену разоблачения, то съёмочная группа столкнулась со следующей сложностью: у Дика Уайанда в предшествующих сценах было так мало экранного времени, что стало ясно, что большинство зрителей, увидев лицо «Джейсона», не поймут, кто он.

### Музыка
В фильме звучала песня «His Eyes» в исполнении рок-группы Pseudo Echo. Композитором в который раз выступил неизменный Гарри Манфредини.

## Слоганы фильма
- «If Jason still haunts you, you’re not alone!» («Если Джейсон всё ещё преследует тебя, ты не одинок!»)
- «A New Beginning to the first step in terror!» («Новое начало — первый шаг к террору»)
- «The mindless, murderous fury that was buried with Jason has been reborn. And suddenly, terror has become child’s play!» («Сумасшествие и смертельная ярость, похороненные вместе с Джейсоном, возродились. И, неожиданно, ужас стал детской игрой!»).

## Релиз

### Кассовые сборы
Фильм показывался в 1759 кинотеатрах, собрав в премьерный выходной $8 миллионов, и $21,9 миллиона за время всего проката в США.

### Выход на видео
Во многих странах мира фильм издавался на VHS и DVD. В СССР фильм выходил на видеокассетах записанных с LaserDisc, с переводами Сергея Визгунова, Юрия Живова, а также неизвестных авторов. Официально в России фильм выходил на видеокассетах от «Премьер Мультимедиа» и «Лазер Видео».